# Fasanvej (metrostation)
Fasanvej is een ondergronds station van de metro van Kopenhagen in de Deense stad Frederiksberg dat op 12 oktober 2003 werd geopend.

## Geschiedenis
Op 3 april 1934 werd de eerste S-tog lijn geopend tussen Frederiksberg en Klampenborg. Deze reed tussen Frederiksberg en Vanløse over een voormalig deel van de Frederikssundbanen, echter zonder stations onderweg. Die kwamen er pas op 13 december 1986, een bij de Dalgas Boulevard  en een bij de Nordre Fasanvej.  Het bovengrondse station bij de Fasanvej lag aan de westkant van de straat en kreeg de naam Solbjerg als verwijzing naar het dorp dat hier vroeger lag. Op 3 januari 1996 werd besloten tot de aanleg van een metronet in Kopenhagen, waar ook de lijn langs Solbjerg deel van moest worden. Op 20 juni 1998 werd Solbjerg het zuidelijke eindpunt van S-tog lijn F toen begonnen werd met de bouw van de tunnel tussen Frederiksberg en Solbjerg, inclusief het ondergrondse station aan de oostkant van de weg. Op 1 januari 2000 werd het S-tog station gesloten om de ombouw van de lijn ten westen van Solbjerg mogelijk te maken.

## Metro
Het metrostation werd direct onder maaiveldniveau gebouwd en heeft aan beide perroneinden een toegang via een vaste trap. De westelijke toegang beschikt ook over roltrappen en de lift tussen straat en perron ligt iets verder van de Fasanvej af. In plaats van daklichten is er bij dit station een glazen doos boven het perron waardoor het daglicht naar binnen valt. Ten westen van het perron ligt de tunnelmond en loopt de lijn verder bovengronds. Ten oosten van het perron volgen de tunnelbuizen het voormalige S-tog tracé. 
De komst van de metro betekende ook de sloop van de brug en de bijbehorende opritten over de S-tog. Warenhuis Føtex werd verbouwd en de ingang verplaatst naar het nieuwe straatniveau 1 verdieping lager dan voor de sloop van de brug. De kroeg aan de oostkant van de brug kwam hierdoor op straatniveau te liggen in plaats van onder aan een trap naast de oprit. 
De naam werd op 25 september 2006 op verzoek van de gemeente gewijzigd in Fasanvej. De gemeente Frederiksberg deed dit omdat de naam Solbjerg onvoldoende  breed bekend zou zijn.  

Vanløse  · Flintholm  · Lindevang · Fasanvej · Frederiksberg · Forum · Nørreport   · Kongens Nytorv · Christianshavn · Islands Brygge · DR Byen · Sundby · Bella Center · Ørestad  · Vestamager
Vanløse  · Flintholm  · Lindevang · Fasanvej · Frederiksberg · Forum · Nørreport   · Kongens Nytorv · Christianshavn · Amagerbro · Lergravsparken · Øresund · Amager Strand · Femøren · Kastrup · Københavns Lufthavn 